# Arhimedov vijak
Arhimedov vijak je naprava, ki jo uporabljamo za pretakanje vode iz nižje ležečih voda (rek, jezer, morij itd.) v namakalne sisteme. To je eden izmed izumov in odkritij starogrškega izumitelja Arhimeda, čeprav obstajajo opisi o podobni napravi, uporabljeni v babilonskih visečih vrtovih 300 let pred njegovim rojstvom. Vijak je izumil med bivanjem v Egiptu. Zamisel zanj je dobil ob opazovanju školjke s podobno obliko.

## Kako deluje
Naprava je sestavljena iz vijaka znotraj votle cevi.

## Uporaba
Arhimedov vijak je zaradi depresije na Nizozemskem še vedno v uporabi za prečrpavanje vode. Veliko je naslednikov Arhimedovega vijaka. To so propelerji, vijaki, spiralne stopnice.